# Frankl Izidor
Frankl Izidor (1842 – 1878. szeptember 7.) orvos, szülész, szociológus
Orvosi diplomáját Bécsben kapta. Cikkei a magyar és a német szaksajtóban jelentek meg. Önállóan megjelent munkája: A lelencügy rendezése (1877).